# Alayotityus juraguaensis
Espèce
Alayotityus juraguaensis est une espèce de scorpions de la famille des Buthidae.

## Distribution
Cette espèce est endémique de la province de Santiago de Cuba à Cuba. Elle se rencontre vers Santiago de Cuba.

## Étymologie
Son nom d'espèce, composé de juragua et du suffixe latin -ensis, « qui vit dans, qui habite », lui a été donné en référence au lieu de sa découverte, Playa Juraguá.

## Publication originale
- Armas, 1973 : « Escorpiones del Archipielago Cubano. l. Nuevo genero y nuevas especies de Buthidae (Arachnida: Scorpionida). » Poeyana, no 114, p. 1-23.